# Rivalen (Star Trek: Deep Space Nine)
Rivalen (Originaltitel: Rivals) ist die elfte Folge der zweiten Staffel der US-amerikanischen Science-Fiction-Fernsehserie Star Trek: Deep Space Nine. Sie wurde in den Vereinigten Staaten über Syndication vermarktet und erstmals am 2. Januar 1994 auf verschiedenen Fernsehsendern ausgestrahlt. In Deutschland war sie zum ersten Mal am 12. September 1994 in einer synchronisierten Fassung auf Sat.1 zu sehen.

## Handlung
Im Jahr 2370 kommt der El-Aurianer Martus Mazur auf die Raumstation Deep Space Nine. Dort beginnt er ein Gespräch mit einer älteren Frau namens Alsia. Obwohl sie ihn gar nicht kennt, findet sie ihn vertrauenswürdig und erzählt ihm von ihrem Plan, für ihre Altersvorsorge in den Asteroidenbergbau zu investieren. Da ihr Vater einst im Vlugta-Asteroidenfeld spektrografische Analysen durchgeführt hat, hält sie diese Idee für äußerst gewinnbringend. Das Gespräch wird unterbrochen, als Sicherheitschef Odo sich nähert, um Mazur zu verhaften, denn er ist ein Trickbetrüger und ein älteres Ehepaar hat Anzeige gegen ihn erstattet. In seiner Zelle macht Mazur die Bekanntschaft eines Mannes namens Cos. Der ist ganz süchtig nach einem Spielgerät, das er bei sich trägt. Er verliert jedoch ständig und er erzählt Mazur, dass ihm in seinem Leben nichts mehr geglückt ist, seit er dieses Gerät besitzt. Nach weiteren verlorenen Runden signalisiert das Gerät plötzlich, dass Cos zum ersten Mal gewonnen hat. Überwältigt von dieser unerwarteten Wendung sackt Cos in sich zusammen und verstirbt. Mazur nimmt das Gerät an sich und probiert es aus. Er gewinnt auf Anhieb mehrfach und offenbar ist das Glück ihm hold, denn Odo informiert ihn wenig später, dass die Anzeige gegen ihn zurückgezogen wurde.
Unterdessen plant Chefingenieur Miles O’Brien, eine neu errichtete Racquetballhalle auszuprobieren. Unerwartet trifft er dort auf Stationsarzt Julian Bashir, der ihn zu einem Spiel herausfordert. O’Brien muss feststellen, dass Bashir ihm deutlich überlegen ist, und ärgert sich darüber, denn früher war er in diesem Sport einmal sehr gut. Seine Frau Keiko will ihm klarmachen, dass seine besten Tage schon eine Weile zurückliegen. Auch für Bashir war das Spiel nicht angenehm, denn er hat gemerkt, wie verbissen O’Brien gekämpft hat. Als Bashir das Spiel vorzeitig abbrach, verlangte O’Brien eine Revanche und Bashir ist nun besorgt, dass seine Gesundheit darunter leiden könnte.
Mazur erkennt das Potential seines neuen Spielgeräts. Er will es zunächst dem Barbesitzer Quark verkaufen, entscheidet sich aber anders, als Quark einen viel zu niedrigen Preis bietet. Kurz darauf trifft er auf die kürzlich verwitwete Bajoranerin Roana. Sie betreibt ein Geschäft und befürchtet, dass sie ohne die Hilfe ihres Mannes gezwungen sein wird, es zu schließen. Mazur wittert seine Chance. Er steigt in Roanas Geschäft ein und macht daraus eine Spielhalle, die er mit vergrößerten Kopien seines Geräts ausstattet. Dieser neue „Club Martus“ wird schnell sehr beliebt, was Quark gar nicht gefällt, da er bisher der einzige war, der auf der Station Glücksspiel angeboten hat. Da Quark jedoch keinen Exklusivvertrag hat, gibt es keinen Grund, Mazurs Etablissement zu schließen. Quark verliert immer mehr Kunden an ihn und selbst sein eigener Bruder Rom kündigt, da Mazur ihm deutlich bessere Konditionen einschließlich einer Gewinnbeteiligung bietet. In seinem Club trifft Mazur Alsia wieder. Sie berichtet ihm von Schwierigkeiten mit ihrem Plan, denn ihre ganzen Ersparnisse sind in den Erwerb einer Bergbaukonzession geflossen, doch bevor diese erteilt wird, verlangen die Behörden zuerst ein Gutachten. Dieses wird noch einmal 10.000 Isiks kosten, die Alsia nicht besitzt. Sie sucht nun einen Investor und verspricht, dass er die zehnfache Summe zurückerhalten würde. Mazur verspricht, sich darum zu kümmern, und plant, die Einnahmen seines Clubs zu investieren. Er ist sehr zuversichtlich, da das Geschäft sehr gut läuft, und schließlich macht er Roana einen Heiratsantrag.
O’Brien und Bashir setzen ihr Spiel fort. Bashir spielt zunächst absichtlich schlecht, doch O’Brien merkt das. Nach einem weiteren verbissenen Wettkampf verletzt sich O’Brien. Er besteht weiterhin auf eine Fortsetzung, doch Bashir entscheidet, dass ihm das Spiel keinen Spaß mehr macht. O’Brien sucht daraufhin Quarks Bar auf. Die wird kaum noch besucht und als O’Brien ihm seinen Frust klagt, kommt Quark eine Idee, wie er wieder Gäste von Mazur zurückgewinnen kann.
Auf der Ops gehen unterdessen kleinere Merkwürdigkeiten vor sich. Wissenschaftsoffizierin Jadzia Dax findet ganz plötzlich ein Programm wieder, das sie monatelang vergeblich gesucht hatte. Die erste Offizierin Kira Nerys hingegen hat Probleme mit ihrem Computerterminal und löscht unabsichtlich einen Bericht, an dem sie lange gearbeitet hat. Commander Sisko sind weitere merkwürdige Vorfälle auf der Station zu Ohren gekommen. Nachdem immer mehr unglückliche Unfälle berichtet werden, beschließt Sisko, dies genauer zu untersuchen.
Mazurs Glück scheint sich indes zu wenden, denn plötzlich gewinnen alle seine Kunden und er muss sie wohl oder übel auszahlen. Quarks Bar ist inzwischen wieder voller Kundschaft. Das erstaunt O’Brien und Bashir, die beide wegen eines angeblichen Notfalls hergerufen wurden. Jetzt erfahren sie, dass er einen Wettkampf im Racquetball zwischen ihnen beiden plant und seine Kunden Wetten abschließen sollen. Die Gewinne sollen angeblich dem bajoranischen Kriegswaisenfond zugutekommen und nach Quarks eindringlichen Erwähnungen der armen Waisenkinder stimmen O’Brien und Bashir dem Spiel notgedrungen zu.
Der Club Martus leert sich. Mazur ist frustriert und sucht Trost in den Armen einer Angestellten, die früher als Dabo-Mädchen bei Quark gearbeitet hat. Roana ist erzürnt, als sie das sieht, und verlangt, dass Mazur mit seinen Spielgeräten aus ihrem Geschäft verschwindet. Er versucht zunächst, sie zu beschwichtigen, doch als er Alsia erblickt, kommt ihm eine andere Idee. Er überlässt ihr die Einnahmen des Clubs, die etwa 10.000 Isiks entsprechen, und sie verspricht, dass er schon bald das Zehnfache zurückerhalten wird.
O’Brien und Bashir bereiten sich auf ihr Spiel vor. Kurz vor Beginn sucht Quark Bashir auf und bietet ihm ein Getränk an, das angeblich von bajoranischen Mönchen gebraut wurde und der Stärkung dienen soll. Bashir wird misstrauisch und analysiert es. Er findet darin Spuren eines Betäubungsmittels, das seine Leistung erheblich beeinträchtigen würde. Quark will das Spiel offenbar manipulieren, um durch Wetten auf den klaren Außenseiter O’Brien seine Gewinne zu erhöhen – natürlich nur für die Waisenkinder. Bashir lässt sich darauf nicht ein und besteht darauf, ein ehrliches Spiel zu spielen.
Dax scheint eine Erklärung für die seltsamen Vorfälle gefunden zu haben. Sie erhält ungewöhnliche Messwerte von den solaren Neutrinos innerhalb der Station. Diese sollten sich eigentlich je zur Hälfte im Uhrzeigersinn und entgegengesetzt drehen. Auf Deep Space Nine drehen sich jedoch über 80 Prozent der Neutrinos im Uhrzeigersinn. Irgendetwas bringt die Gesetze der Wahrscheinlichkeit durcheinander. Das Phänomen ist auf die Station beschränkt und Dax sucht nun nach seiner Ursache.
Martus wartet ungeduldig auf eine Rückmeldung von Alsia. Rom ist sauer, denn ein Teil der Einnahmen des Clubs hätte eigentlich ihm zugestanden. Gemeinsam mit dem Dabo-Mädchen verlässt er den Club und geht zurück zu Quark. In dessen Bar wird unterdessen das Spiel zwischen O’Brien und Bashir gespannt verfolgt. Es läuft überraschend gut für O’Brien und der unterbricht nach einer Weile die Übertragung. Er merkt, dass er besser spielt als zu seinen besten Zeiten. Er und Bashir machen einige Tests und stellen fest, dass der Ball immer wieder zu O’Brien zurückkehrt, ganz egal, wie er geworfen wird. Sie informieren Sisko und Dax über diese Entdeckung. Dax macht schließlich den Club Martus als Quelle der seltsamen Vorfälle aus, da der Anteil von Neutrinos, die sich im Uhrzeigersinn drehen, hier am höchsten ist. Mazur erklärt, er habe das Replikatorsystem der Station benutz, um vergrößerte Kopien seines Geräts anzufertigen. Sie verfügen offenbar über eine interne Energieversorgung und Mazur hat keine Ahnung, wie er sie abschalten kann. Dax und Sisko zerstören die Geräte kurzerhand mit Phaserschüssen, woraufhin sich die Neutrinowerte normalisieren.
Sisko kann Mazur nicht nachweisen, absichtlich einen Schaden verursacht zu haben. Odo verhaftet ihn dennoch, denn inzwischen wurde die Anzeige gegen ihn erneuert. Als Mazur wieder in der Zelle sitzt, wird Alsia hereingeführt. Er glaubt zunächst, sie sei hier, um ihn herauszuholen, doch stattdessen wird sie in die Nachbarzelle gesteckt. Es stellt sich heraus, dass sie ebenfalls eine Trickbetrügerin ist. Ihre Geschichte mit dem Asteroidenbergbau war frei erfunden und sie hatte es nur auf Mazurs Einnahmen abgesehen. Schließlich ist es Quark, der für Mazurs Freilassung sorgt. Er überlässt ihm eine kleine Summe, die ausreicht, um eine Passage auf einem Transportschiff zu buchen und Deep Space Nine für immer zu verlassen.

## Verbindungen zu anderen Star-Trek-Produktionen
Einige Elemente aus dieser Folge wurden in späteren Star-Trek-Produktionen wieder aufgegriffen:
- Das Volk der El-Aurianer wird hier erstmals namentlich genannt. Auch die bereits 1988 mit Beginn der zweiten Staffel in der Serie Raumschiff Enterprise – Das nächste Jahrhundert eingeführte Nebenfigur Guinan (gespielt von Whoopi Goldberg) ist eine El-Aurianerin. In der Serie selbst wurde aber nie gesagt, welchem Volk sie angehört. Durch die in Rivalen mehrfach getätigte Aussage, die El-Aurianer seien ein Volk von Zuhörern, wurde nahegelegt, dass Guinan, diesem Volk angehört, aber erst Ende 1994 wurde durch den Spielfilm Star Trek: Treffen der Generationen offiziell bestätigt, dass sie El-Aurianerin ist.
- Das Racquetball-Duell zwischen O’Brien und Bashir wird in Folge 2.14 (O’Briens Identität) von Star Trek: Deep Space Nine noch einmal erwähnt.
- Die Währung Isik wird hier erstmals erwähnt. In der Serie Star Trek: Discovery wurde sie in mehreren Folgen in Form des vulkanischen Sprichworts „Ein Isik für deine Gedanken“ wieder aufgegriffen.

## Produktion

### Drehbuch
In Jim Trombettas ursprünglicher Geschichte hätte Quark an ein Gerät von einer ausgestorbenen Zivilisation gelangen und es fürs Glücksspiel einsetzen sollen. Das Gerät hätte ihm enormes Glück gebracht, aber auf Kosten anderer Personen. Michael Piller und Joe Menosky schrieben die Geschichte auf die von Piller erfundene Figur Martus Mazur um. Zudem fügten sie die Nebenhandlung um den Wettkampf zwischen O’Brien und Bashir ein. Diese hatten sie unabhängig von Rivalen entwickelt und fanden, dass sie sich in dieser Folge am besten unterbringen ließ.
Martus Mazur war von Piller ursprünglich als der missratene Sohn von Guinan gedacht gewesen. Dieses Verwandtschaftsverhältnis wurde jedoch aus der finalen Drehbuchfassung gestrichen, denn ein eigentlich angedachter Auftritt von Guinan kam nicht zustande, da Whoopi Goldberg entgegen anfänglicher Hoffnungen nicht für Dreharbeiten zur Verfügung stand.

### Darsteller
Die Hauptfigur Jake Sisko (Cirroc Lofton) hat in dieser Folge keinen Auftritt.

### Kulissen
Der Club Martus wurde an der Stelle des Promenadendecks von Deep Space Nine errichtet, an der sonst eigentlich der bajoranische Tempel steht.
Die Racquetball-Halle wurde auf dem Set der Holosuite errichtet. Da sich der Auf- und Abbau der Kulissen als sehr aufwändig erwies, wurde entschieden, das Set nach dieser Folge nicht erneut zu verwenden.

## Rezeption
Keith DeCandido bewertete Rivalen 2013 auf tor.com als eine leicht unterdurchschnittliche Folge von Star Trek: Deep Space Nine. Er empfand die Haupthandlung als Enttäuschung, da er Chris Sarandon als Martus Mazur für eine völlige Fehlbesetzung hielt. Die Nebenhandlung um O’Brien und Bashir fand er hingegen toll gespielt, sowohl von Colm Meaney und Sidig El Fadil als auch von den Nebendarstellern Rosalind Chao und Max Grodénchik.